# Silas Namatak
Silas Namatak (ur. 8 grudnia 1990 w Vanuatu) – vanuacki piłkarz występujący na pozycji pomocnika. Reprezentant kraju. 

## Życiorys

### Kariera klubowa
Był zawodnikiem Tafea FC (2011–2013) i Amicale FC (2013–2015) z Port Vila Football League.

### Kariera reprezentacyjna
Był reprezentantem Vanuatu w kategorii U-23, strzelając 3 gole w 4 meczach.
W reprezentacji Vanuatu zadebiutował podczas Pucharu Narodów Oceanii 3 czerwca 2012 na stadionie Lawson Tama Stadium (Honiara, Wyspy Salomona) w wygranym 5:0 meczu z reprezentacją Samoa, wchodząc w 56. minucie gry za Dereka Malasa.

## Sukcesy

### Klubowe
Amicale FC
- Zdobywca drugiego miejsca w Lidze Mistrzów OFC: 2013/14